# Kizsingai járás

A Kizsingai járás Burjátföldön

A Kizsingai járás (oroszul Кижингинский район, burját nyelven Хэжэнгын аймаг) Oroszország egyik járása a Burját Köztársaságban, székhelye Kizsinga falu.

## Népesség
- 2002-ben 18 142 lakosa volt.
- 2010-ben 16 509 lakosa volt, melyből 10 205 burját, 5 972 orosz, 112 tatár, 21 csuvas stb.